# كابي بونديكستير
كابي بونديكستير (بالإنجليزية: Cappie Pondexter)‏ مواليد 7 يناير 1983 في أوسيانسيدي، هي لاعبة كرة سلة أمريكية. بدأت مسيرتها الاحترافية في سنة 2006. تم اختيارها من قبل فريق فينيكس ميركوري خلال الدرافت. تلعب مع فريق شيكاغو سكاي في دوري الاتحاد الوطني لكرة السلة النسائية كلاعب هجوم خلفي. وتحمل الرقم 23. يبلغ طولها 5 قدم 9 بوصة (1.8 م). شاركت في دورة الألعاب الأولمبية الصيفية سنة 2008. فازت بلقب دوري المحترفات. شاركت 7 مرات في مباراة كل النجوم.

## المسيرة الاحترافية
لعبت مع فينيكس ميركوري من سنة 2006 إلى 2009، ثم لعبت مع نادي فنربخشة من سنة 2006 إلى 2008، ثم لعبت مع نيويورك ليبرتي من سنة 2010 إلى 2014، ثم لعبت مع نادي فنربخشة من سنة 2012 إلى 2014، ثم لعبت مع شيكاغو سكاي في سنة 2015، ثم لعبت مع نادي بشكتاش لكرة السلة للسيدات في موسم 2015–2016.

## الميداليات
| الميدالية | المسابقة                       |
| --------- | ------------------------------ |
| ذهبية     | الألعاب الأولمبية الصيفية 2008 |
| ذهبية     | الألعاب الجامعية الصيفية 2005  |

## روابط خارجية
- كابي بونديكستير على موقع الاتحاد الدولي لكرة السلة (الإنجليزية)
- كابي بونديكستير على موقع الاتحاد الوطني لكرة السلة النسائية (الإنجليزية)
- كابي بونديكستير على موقع كرة السلة الأوروبية.كوم (الإنجليزية)
- كابي بونديكستير على موقع كلية كرة السلة في سبورتس رفرنس.كوم (الإنجليزية)
- كابي بونديكستير على موقع بروبوليرز (الإنجليزية)
- كابي بونديكستير على موقع سبورتس رفرنس (الإنجليزية)
- كابي بونديكستير على موقع سبورتس رفرنس (الإنجليزية)
- كابي بونديكستير على موقع أوليمبيديا (الإنجليزية)